# Seznam škol v Písku
Tento seznam obsahuje všechny druhy škol, které se nacházejí na území jihočeského Písku.
| Č. | Název                                                                         | Obrázek | Typ             | Rok založení | Adresa             | Poznámky   |
| -- | ----------------------------------------------------------------------------- | ------- | --------------- | ------------ | ------------------ | ---------- |
| 1  | Základní škola Svobodná                                                       |         | základní        | 1990         | Dr. M. Horákové 1  | Waldorfská |
| 2  | Mateřská škola Sluníčko                                                       |         | mateřská        |              | Dr. M. Horákové 1  |            |
| 3  | Základní škola Jana Husa                                                      |         | základní        |              | Husovo nám. 5      |            |
| 4  | MŠ Písek, Husovo náměstí                                                      |         | mateřská        |              | Husovo nám. 5      |            |
| 5  | Gymnázium Písek                                                               |         | střední         | 1778         | Komenského 20      |            |
| 6  | Střední odborná škola a Střední odborné učiliště Písek                        |         | střední         |              | Komenského 14      |            |
| 7  | Abacus English Preschool                                                      |         | jesle           |              | V Koutě 91         |            |
| 8  | 16. mateřská školka                                                           |         | mateřská        |              | Jaromíra Malého 11 |            |
| 9  | Základní škola Tomáše Šobra, Písek                                            |         | základní        | 1976         | Šobrova 7          |            |
| 10 | 12. mateřská škola                                                            |         | mateřská        |              | Šobrova 7          |            |
| 11 | Střední průmyslová škola a Vyšší odborná škola Písek                          |         | střední         | 1941         | Karla Čapka 402    |            |
| 12 | Vyšší odborná škola lesnická a Střední lesnická škola Bedřicha Schwarzenberga |         | vyšší a střední | 1885         | Lesnická 55        |            |